# Eksplozymetr

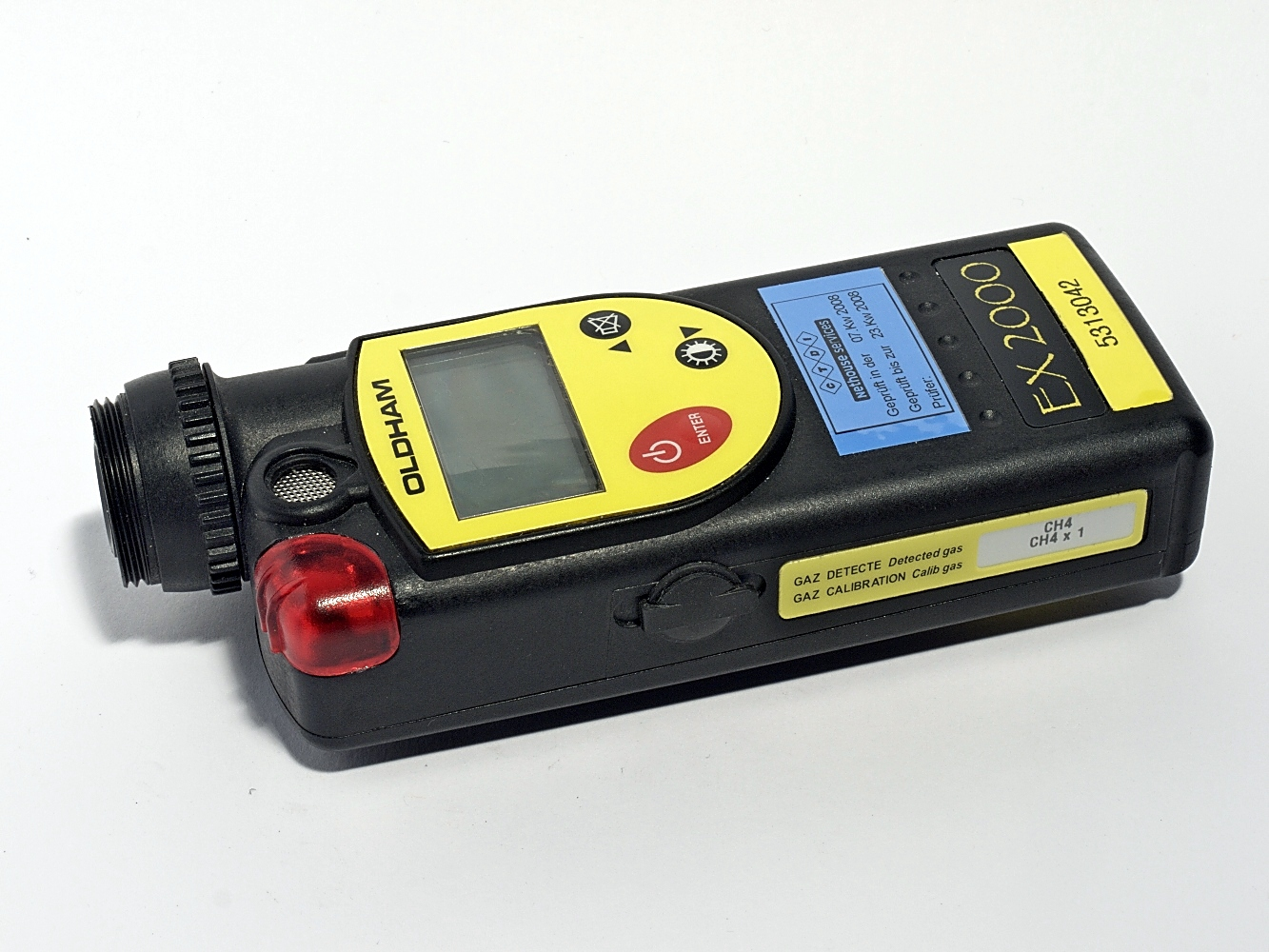
Eksplozymetr ręczny

Eksplozymetr – przyrząd przeznaczony do pomiaru stopnia zagrożenia wybuchem gazów i par cieczy palnych. Eksplozymetry mierzą stężenie czynnika palnego w powietrzu, porównują z granicami wybuchowości (najczęściej z dolną granicą wybuchowości). W razie przekroczenia ustawionego limitu włącza się alarm ostrzegający o zagrożeniu.
Eksplozymetry mogą być wykonane jako urządzenia ręczne (przenośne), używane przez osoby zbliżające się do miejsc niebezpiecznych wejście do zbiorników, możliwe rozszczelnienie rurociągu) lub jako instalacje stałe, monitorujące miejsca gdzie może dojść do wysokiego stężenia gazów lub par wybuchowych.
Działanie eksplozymetrów może być oparte na różnych zasadach. Rozróżnić można eksplozymetry:
- Katalityczne (pellistory[1]) – w których powietrze badane opływa spiralę z drutu platynowego pokrytego odpowiednim katalizatorem. W wyniku spalania cząsteczek paliwa spirala zmienia temperaturę, a co za tym idzie opór elektryczny. Pomiar oporu pozwala wyznaczyć ilość spalonego paliwa, a więc i jego stężenie.
- Półprzewodnikowe
- Używające podczerwieni
- Mierzące jonizację

Ponieważ czułość czujników może się zmieniać z czasem (na przykład w wyniku zanieczyszczenia mechanicznego lub na skutek reakcji chemicznych), eksplozymetry powinny być okresowo kalibrowane.